# 桜井魁園
桜井 魁園（さくらい かいえん）は、江戸時代後期から明治時代にかけての徳山藩士、国学者。諱は武雄。徳山藩士・桜井雄俊の長男。家格は組外馬廻、禄高は50石。徳山藩の藩校である興譲館の第4代教授。

## 経歴
文化11年（1814年）、徳山藩士・桜井雄俊の長男として生まれる。
藩命により若くして京都へ遊学し、陽明学者の春日潜庵や、上賀茂神社の神官で国学者の加茂直兄（藤園）に師事して古書を究め、神典や国史を読み漁った。
天保14年（1843年）には徳山藩の藩校鳴鳳館の助訓役となり、弘化2年（1845年）には訓導役、嘉永4年（1851年）には助教授に進む。嘉永4年8月に鳴鳳館にはじめて国学科が設けられ、魁園はその国書授方に任じられている。さらに、嘉永7年（1854年）には鳴鳳館を改称した興譲館の教授役取計、安政3年（1856年）には藩政にも参与して蔵本両人役を兼任する。
明治2年（1869年）に56歳で病没。小沢町金剛寺に葬られる。魁園は和歌に巧みであり、その遺稿に「秋園集」がある。なお、興譲館における文学の教え子に、幼い頃の児玉源太郎がいた。